# リカルド・パレッティ
リカルド・パレッティ（Riccardo Paletti、1958年6月15日 - 1982年6月13日）は、イタリア出身のレーシングドライバー。
ドライバーとしては少ない眼鏡着用者だった。

## 経歴

### 初期
1978年にイタリア・フォーミュラ・フォード2000に参戦し、ファステストラップの獲得や4度の表彰台獲得などの結果を残しランキング3位を獲得。このFF2000への参戦はのちにF1参戦を開始する小チーム、オゼッラからの参戦であった。翌1979年のヨーロッパF2選手権に自己資金でスポット参戦を試みるが、主な参戦はイタリアF3選手権となった。1980年のシーズン前半はヨーロッパF3選手権とイタリアF3に参戦。シーズン途中でオニクスを創設するマイク・アールのチームに加入し、ヨーロッパF2にマーチ・802BMWで参戦。翌1981年はオニクス・レーシングからマーチ・エンジニアリングのF2におけるワークス・チームとしてパレッティはヨーロッパF2選手権を走った。この年はシーズン2度の表彰台を獲得し、ランキング10位となった。

### フォーミュラ1
1982年、ジュニア・フォーミュラ時代からの関係であるオゼッラからF1参戦を開始。メインスポンサーとなるパイオニアの資金を持ち込んでのものだったが、競争力の低いマシンであり開幕戦から予選落ちと予備予選落ちが続いた。
第4戦サンマリノGPは、F1界における政治的な紛争からFOCA系チームの大半がボイコット。このため14台のみの参加でGPが行われ、予選落ちが存在しないこととなり、パレッティは予選13位となりF1デビューを果たした。決勝では、競技運営側のミスでパレッティがまだスタートグリッドに停止する前にスタートが切られてしまった上、サスペンショントラブルが発生し序盤にリタイヤした。
その後第7戦デトロイトGPでは予選23位となり、フルグリッドの状況での自力予選通過を果たしたが、チームのエースドライバーであるジャン＝ピエール・ジャリエのマシンが決勝日朝のウォームアップセッションで壊れたため、パレッティ用のマシンをジャリエに譲るチーム判断が下され、パレッティは決勝レースに出走することが出来なかった。

### 事故死
続く第8戦カナダGPにおいても前戦同様予選を23位で通過。3度目の決勝進出であったが、通常のかたちでスタートを経験するのはこのレースが初となった。しかし、ポールポジションを獲得したフェラーリのディディエ・ピローニが、スタート時にエンジンをストールさせ立ち往生した。周囲のマシンは手を挙げて合図するピローニのマシンを避けて通過していったが、後方のグリッドから加速中のパレッティは視界を前車に遮られており、ピローニのマシンに気付くのが遅れた。パレッティのマシンは、停車していたピローニのマシンに高速で追突してしまった。 
パレッティのマシンは前部（運転席）が押しつぶされる形となり、両足は折れ、胸をステアリングで圧迫されていた。そのうえ救助作業の最中にマシンが炎上し、消火作業で救出に時間を要する結果となった。その後病院に運ばれたが、胸郭破裂で死亡が確認された。23歳没。ピローニ車への追突の衝撃でほぼ即死状態だったといわれ、その後にマシンが炎上したもののパレッティの身体に火傷はほとんどなかったという説もある。

### 余波
カナダGPにて追突された側となったピローニは、激しい衝撃だったもののほとんど無傷だった。しかし8週間後の西ドイツGP予選でそのF1キャリアが終了となる重い両足複雑骨折をクラッシュで負い、ポイントリーダーであったが戦線を離脱した。
パレッティの事故以来、F1では1994年サンマリノグランプリまでの11シーズンに渡りレースウィーク中の死亡事故が発生しなかった為、長らく「最後の事故死者」として名前が挙がっていた。
故郷・パルマにあるサーキットはパレッティの死を悼み、「リカルド・パレッティ・サーキット」の名がつけられた。

## レース戦績

### ヨーロッパ・フォーミュラ3選手権
| 年     | チーム                     | シャシー    | エンジン     | 1   | 2       | 3      | 4   | 5   | 6       | 7       | 8       | 9   | 10  | 11  | 12  | 13  | 14  | Pos. | Pts |
| ------ | -------------------------- | ----------- | ------------ | --- | ------- | ------ | --- | --- | ------- | ------- | ------- | --- | --- | --- | --- | --- | --- | ---- | --- |
| 1979年 | リカルド・パレッティ       | マーチ・793 | トヨタ・2T-G | VLL | ÖST     | ZOL    | MAG | DON | ZAN     | PER     | MNZ DNQ | KNU | KIN | JAR | KAS |     |     | NC   | 0   |
| 1980年 | スクーデリア・エスコレッテ | マーチ・803 | トヨタ・2T-G | NÜR | ÖST Ret | ZOL 19 | MAG | ZAN | LAC DNQ | MUG Ret | MNZ Ret | MIS | KNU | SIL | JAR | KAS | ZOL | NC   | 0   |

### ヨーロッパ・フォーミュラ2選手権
| 年     | チーム                                 | シャシー    | エンジン   | 1     | 2       | 3     | 4       | 5     | 6      | 7       | 8       | 9      | 10      | 11      | 12      | Pos. | Pts |
| ------ | -------------------------------------- | ----------- | ---------- | ----- | ------- | ----- | ------- | ----- | ------ | ------- | ------- | ------ | ------- | ------- | ------- | ---- | --- |
| 1979年 | リカルド・パレッティ                   | マーチ・792 | BMW・M12/7 | SIL   | HOC     | THR   | NÜR     | VLL   | MUG    | PAU     | HOC     | ZAN    | PER     | MIS Ret | DON     | NC   | 0   |
| 1980年 | マイク・アール・レーシング with マーチ | マーチ・802 | BMW・M12/7 | THR   | HOC     | NÜR   | VLL     | PAU   | SIL    | ZOL     | MUG Ret | ZAN 14 | PER     | MIS 8   | HOC Ret | NC   | 0   |
| 1981年 | マーチ・エンジニアリング               | マーチ・812 | BMW・M12/7 | SIL 2 | HOC Ret | THR 3 | NÜR Ret | VLL 6 | MUG 10 | PAU Ret | PER Ret | SPA 15 | DON Ret | MIS Ret | MAN Ret | 10位 | 11  |

### フォーミュラ1
| 年     | 所属チーム | シャシー | 1       | 2        | 3       | 4       | 5        | 6        | 7       | 8       | 9   | 10  | 11  | 12  | 13  | 14  | 15  | 16  | WDC       | ポイント |
| ------ | ---------- | -------- | ------- | -------- | ------- | ------- | -------- | -------- | ------- | ------- | --- | --- | --- | --- | --- | --- | --- | --- | --------- | -------- |
| 1982年 | オゼッラ   | FA1C     | RSA DNQ | BRA DNPQ | USW DNQ | SMR Ret | BEL DNPQ | MON DNPQ | DET DNS | CAN Ret | NED | GBR | FRA | GER | AUT | SUI | ITA | CPL | NC (36位) | 0        |

(key)